# Kārlis Reinholds Zariņš
Kārlis Reinholds Zariņš (i engelsk-sprogede kilder Charles Zarine; 4. december 1879 i Ipiķu pagasts i Guvernement Livland — 29. april 1963 i London i Storbritannien) var Republikken Letlands ambassadør og generalkonsul i Storbritannien. Kort før den sovjetiske besættelse af Letland, fik ambassadør Zariņš givet ekstraordinære beføjelser den 17. maj 1940 af den lettiske regering. Han blev uddelegeret til at overvåge arbejdet i Letlands repræsentationer i udlandet i tilfælde af krig eller andre ekstraordinære omstændigheder. Han tjente denne rolle fra den sovjetiske besættelse i 1940 indtil sin død i 1963. Efterfølgende repræsenterede Arnolds Spekke og senere Anatols Dinbergs Republikken Letland som chargé d'affaires indtil genoprettelsen af Letlands uafhængighed i 1991.. 
Ambassadør Zariņš blev bemyndiget til at:
- Forsvare Letlands interesser i alle lande (undtagen Estland, Litauen, Finland, Sverige, Tyskland og Sovjetunionen);
- Udstede bindende ordrer til institutioner, der repræsenterer Letland;
- Overvåge al ejendom og håndtere finansielle ressourcer for disse institutioner;
- Lindre ambassadører af deres hverv;
- Overføre eller fritstille ansatte i disse institutioner;
- Lukke disse institutioner (bortset fra Letlands ambassade i USA).

Men, han modtog aldrig en officielt ordre til at benytte sine beføjelser. Han modtog kun et telegram fra Letlands udenrigsminister Vilhelms Munters den 17. juni 1940 med angivelse af: "Sovjetiske tropper trænger ind i landet og tager kontrol over de vigtigste institutioner"